# Karatay
Karatay là một huyện thuộc tỉnh Konya, Thổ Nhĩ Kỳ. Huyện có diện tích 2612 km² và dân số thời điểm năm 2007 là 248826 người, mật độ 95 người/km².